# Обмінні хвилі

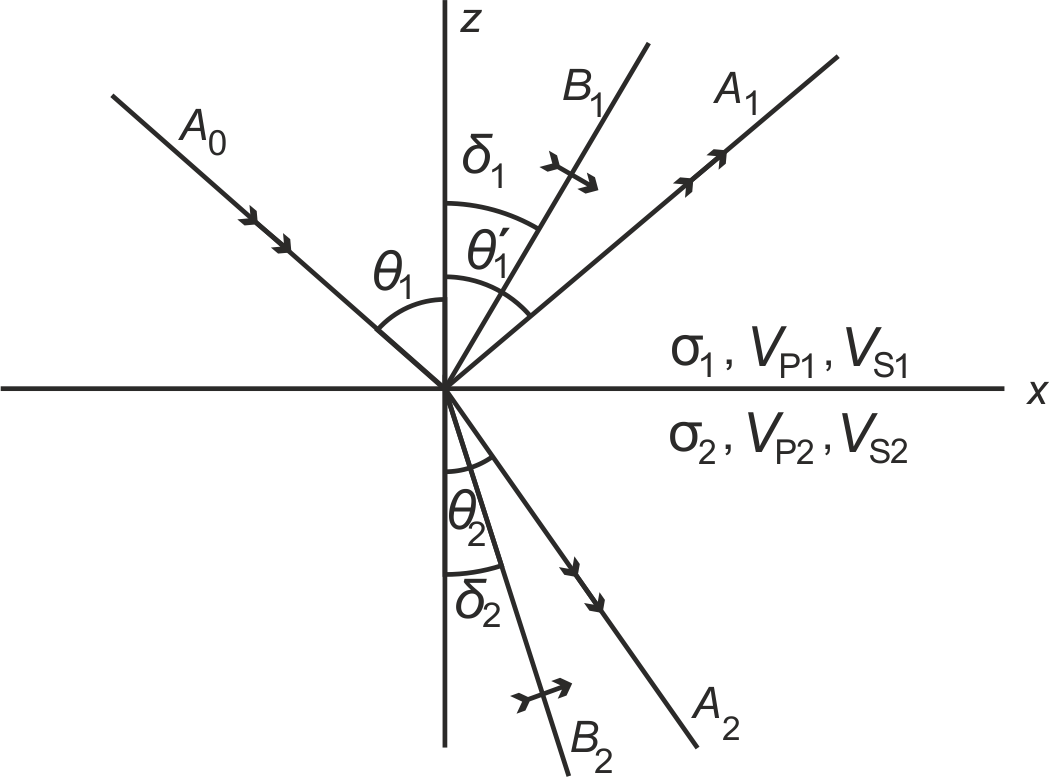
Хвилі, збурені на границі розділу двох середовищ при падінні плоскої поздовжньої хвилі

Обмі́нні хви́лі — це вторинні хвилі, як відбиті, так і прохідні, тип яких (поздовжні, поперечні) відрізняється від типу падаючої хвилі.
Для прикладу, на рисунку зображено падаючу на плоску границю розділу двох середовищ первинну поздовжню хвилю, і чотири вторинні хвилі — дві монотипні (поздовжні), і дві обмінні (поперечні).